# Робинсон, Рэймонд
Рэймонд (Рэй) Робинсон (англ. Raymond "Ray" Robinson, 29 октября 1910 — 11 июня 1985), более известный как Зелёный человек (англ. Green Man) и Чарли-без-лица (англ. Charlie No-Face), — житель американского штата Пенсильвания, сильно изуродованный в детстве в результате электротравмы, внешний вид и склонность к ночным прогулкам которого сделали его персонажем западнопенсильванских городских легенд, в которых он изображался ночным чудовищем. Робинсон пострадал в детстве от поражения электрическим током настолько сильно, что не хотел появляться на публике при свете дня, боясь вызвать панику своим видом, поэтому всегда гулял по ночам. Со временем некоторые местные жители стали специально выходить к маршрутам его прогулок, желая посмотреть на него, и дали ему прозвища «Зелёный человек» и «Чарли-без-лица». Истории о нём передавались от родителей к детям и внукам, в итоге превратившись в фольклор, имевший мало общего с действительностью.

## Биография

### Электротравма
Робинсону было восемь лет, когда он был сильно ранен электрическим током на мосту Морадо, за пределами Бивер-Фоллс, при попытке осмотреть птичье гнездо. Через мост были проложены трамвайные пути, а линии электропередач на этих путях имели напряжения в 1200 и 22000 вольт; меньше чем за год до этого там погиб другой мальчик. Робинсон после поражения током чудом выжил, но был страшно изуродован, потеряв оба глаза, нос, часть одного уха и одну руку.

### Взрослая жизнь
Робинсон жил в городке Коппель и проводил дни дома с родственниками, делая половики, кошельки и ремни на продажу. Из-за своего увечья он практически никогда не выходил на улицу в течение дня. Тем не менее в ночное время он совершал длительные прогулки на малолюдном участке дороги State Route 351, прощупывая себе путь белой тростью. Группы местных жителей с определённого времени регулярно собирались на его пути, чтобы его увидеть. Робинсон обычно прятался от своих любопытных соседей, но иногда имел с ними краткие разговоры или даже разрешал себя сфотографировать в обмен на пиво или сигареты. Некоторые люди были к нему дружелюбны, другие жестоки, но ни одна из встреч с людьми не заставила Робинсона прекратить его ночные прогулки. Машины сбивали его как минимум несколько раз. Он прекратил свои прогулки только в последние годы жизни, когда переехал жить в гериатрический центр округа Бивер, где и умер в 1985 году в возрасте 74 лет.

## Наследие
Робинсон стал местным мифом в районе Питтсбурга, а реальная история его жизни вскоре была «перекрыта» городскими легендами. В местном фольклоре он стал «Зелёным человеком», сотрудником энергетической компании, который якобы пострадал от упавшей линии электропередач или был поражён молнией, после чего либо умер, но восстал из мёртвых, либо получил тяжкие увечья и с тех пор прятался в заброшенном доме. К обезображиванию Робинсона, имевшему место в реальности, легенды добавили сквозное отверстие в одной щеке и светящуюся зелёную кожу, а в некоторых случаях и разные необычные способности. Через несколько поколений история Робинсона была настолько сильно и многократно искажена, что его имя и реальная история были фактически забыты на фоне городских легенд и «историй о привидениях», появившихся на основе фактов из его жизни.